# Hoval
Die Hoval Aktiengesellschaft ist ein Heizungs- und Lüftungshersteller mit Hauptsitz in Vaduz im Fürstentum Liechtenstein.

Hoval beschäftigt rund 2.000 Mitarbeiter in 15 Gruppengesellschaften weltweit und exportiert Raumklima-Lösungen in über 50 Länder. Die Firma ist mehrheitlich in Familienbesitz.

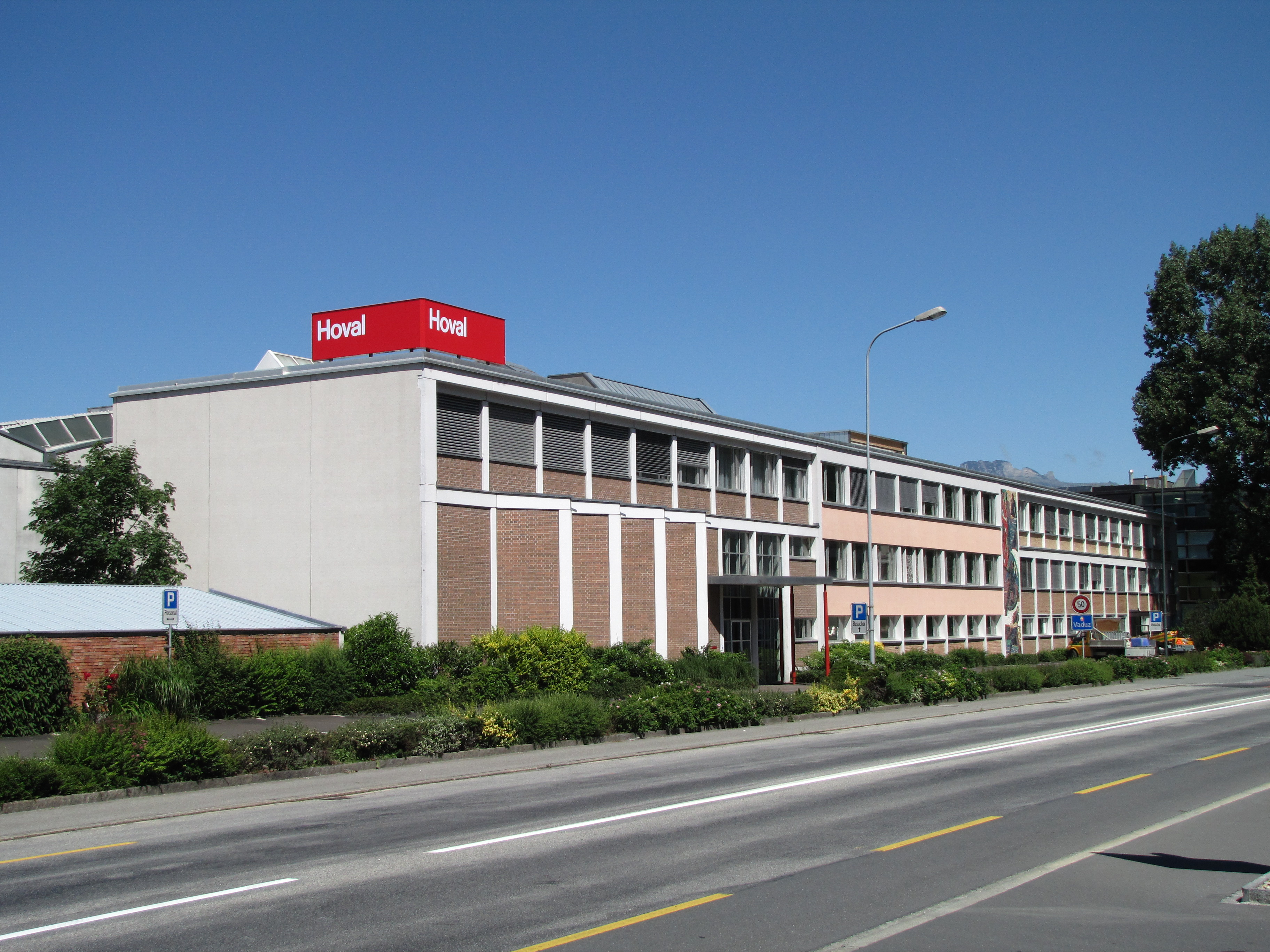
Hauptsitz von Hoval in Vaduz

## Geschichte
Im Jahr 1932 erhielt Hoval-Gründer Gustav Ospelt die Bewilligung, Heizanlagen zu erstellen und legte damit den Grundstein für die spätere Firmengründung. Nachdem er in den ersten Jahren einfache Kochherde gefertigt hatte, entwickelte er im Jahr 1942 den ersten Zentralheizungs-Küchenherd, der über Rohrleitungen an den Heizkörper angeschlossen wurde. Im Jahr 1945 liess Gustav Ospelt schliesslich HOVAL (Heizapparatebau Ospelt Vaduz Liechtenstein) als Marke eintragen und gründete somit offiziell die Firma.
1953 brachte das Unternehmen den ersten Heizkessel mit eingebautem Warmwasserspeicher auf den Markt. Weitere Firmenneugründungen im Vereinigten Königreich und Italien sowie Lizenzverträge sorgten für ein kontinuierliches Wachstum. Ein Lizenzvertrag 1955 mit dem Stahlunternehmen Friedrich Krupp brachte rasches Wachstum und eröffnete dem Unternehmen den deutschen Markt für Stahlheizkessel. Bis 1971 stellte Krupp unter eigenem Namen in Deutschland Kessel her und vertrieb sie über deren Vertriebsnetz der Krupp-Niederlassungen. Unter dem Namen von Krupp (KKS/TKS) wurden rund 250'000 Einheiten verkauft. Ab 1970 erweiterte Hoval das Produktsortiment um Industrielüftungsgeräte und Aluminium-Plattenwärmetauscher, die in Klima- und Lüftungsanlagen sowie in der Prozesstechnik die Wärme zurückgewinnen. In den folgenden Jahren wurde das Vertriebsnetz um Standorte in  Polen, Tschechien, Slowakei, China, Rumänien, Bulgarien, Frankreich, Spanien und Kroatien erweitert.
2008 investierte Hoval in die Fertigung von Wärmepumpen und übernahm die Wärmepumpen GmbH in Matrei (WPM), Österreich. 2014 wurde durch die Akquisition der schwedischen Enventus AB der Bereich Wärmerückgewinnung erweitert. Im Jahr 2016 erwarb Hoval die deutsche YADOS GmbH und verstärkte den Bereich Fernwärme/Wärmenetze.

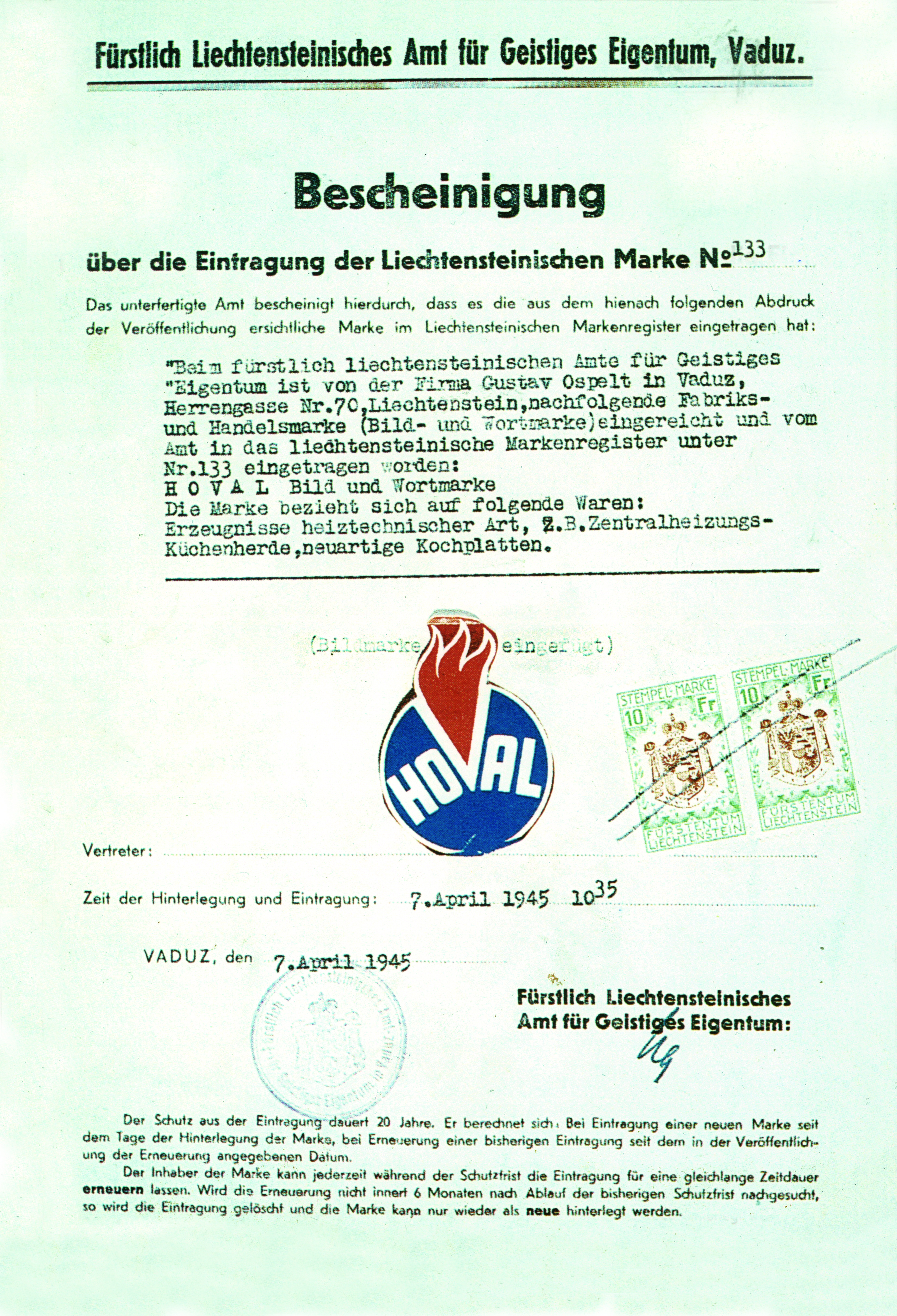
Markeneintragung

## Produkte
- Wärmepumpen
- Gasheizkessel
- Ölheizkessel
- Pelletkessel
- Blockheizkraftwerke
- Heiztechnik und Wohnraumlüftung
- Hallenklima-Systeme
- Wärmerückgewinnung (Plattenwärmeaustauscher und Rotationswärmeaustauscher)
- Fernwärme/Wärmenetze
- Wärmeübergabestationen

## Hoflieferant
Hoval ist britischer königlicher Hoflieferant und ist für die Heiztechnik im Tower von London, Buckingham Palace, Schloss Windsor, Holyrood House und Hampton Court Palace zuständig.